# 黄海客车
黄海客车是辽宁曙光汽车集团旗下的汽车品牌，位于辽宁丹东。黄海汽车始建于1951年，1981年开始生产大客车，目前使用MAN集團和IVECO的技术。 黄海每年生产5,000辆客车，6,000车架，拥有20个系列、161个型号，客车长度8-18米。

## 产品型号

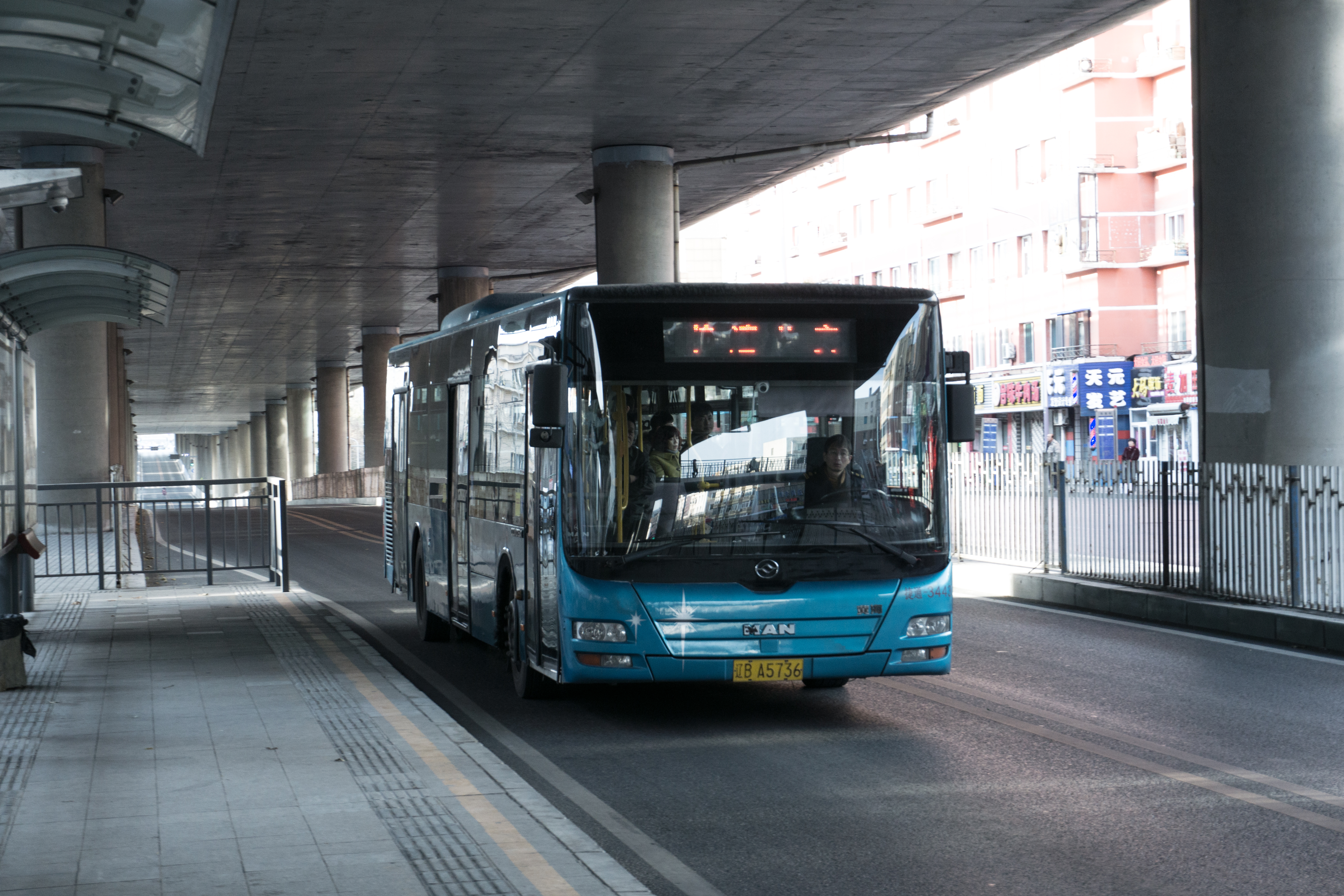
大连公交客运集团运营的DD6127S01公交车

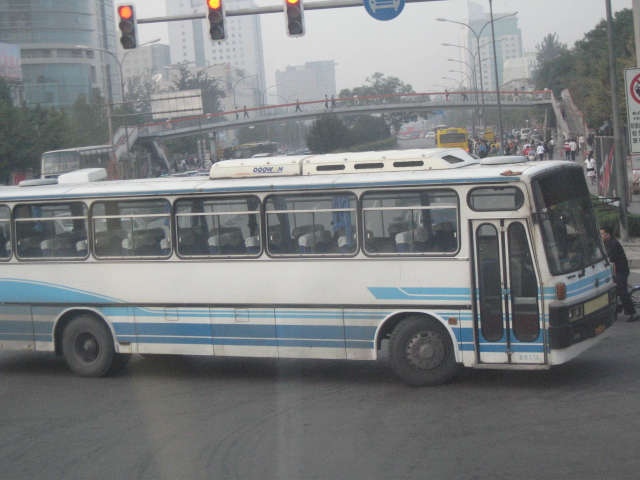
车身与早期三菱扶桑Aero Bus相似的DD6112系列多为机关团体用客车

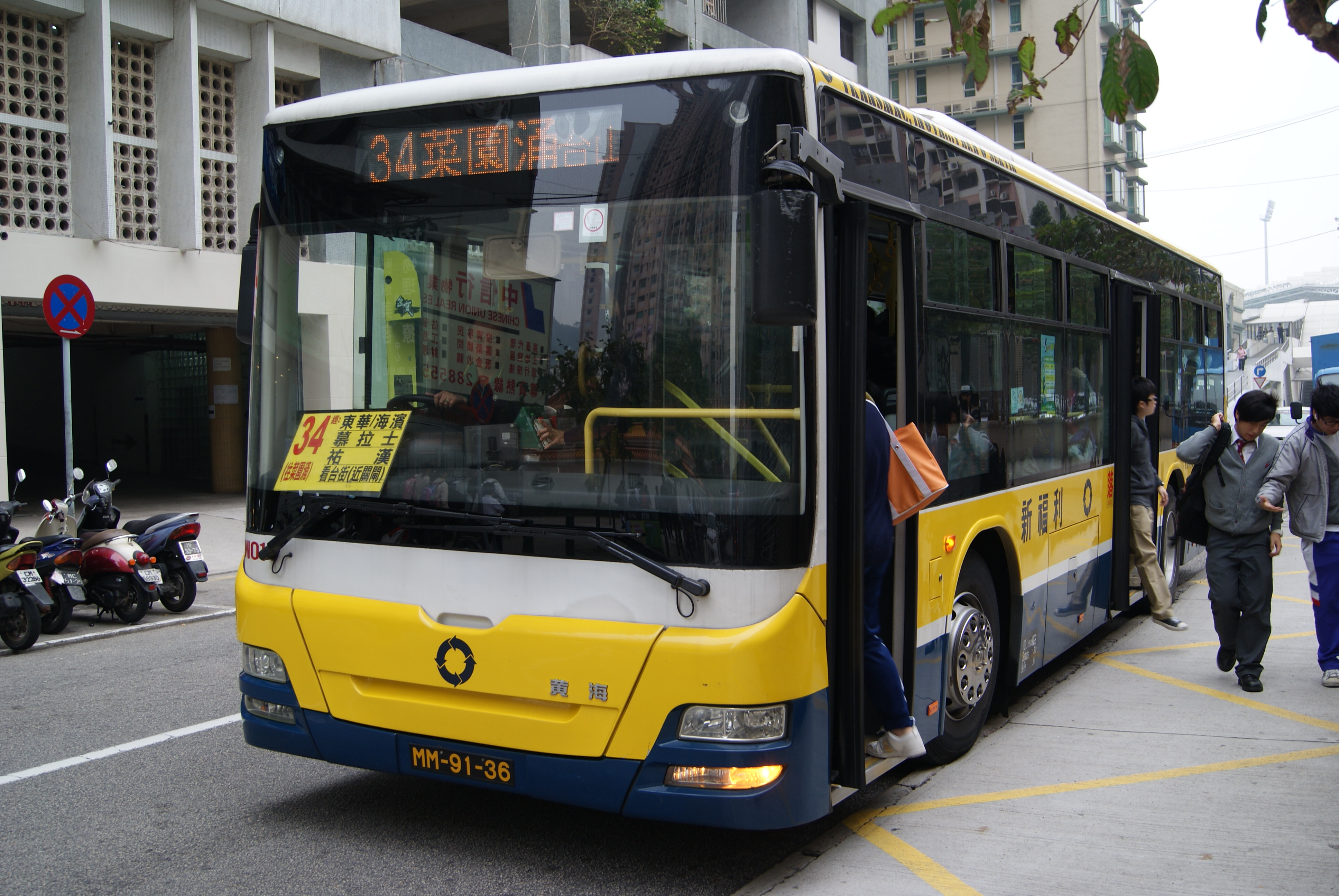
澳门新福利公共汽车的黄海DD6109S01公交车

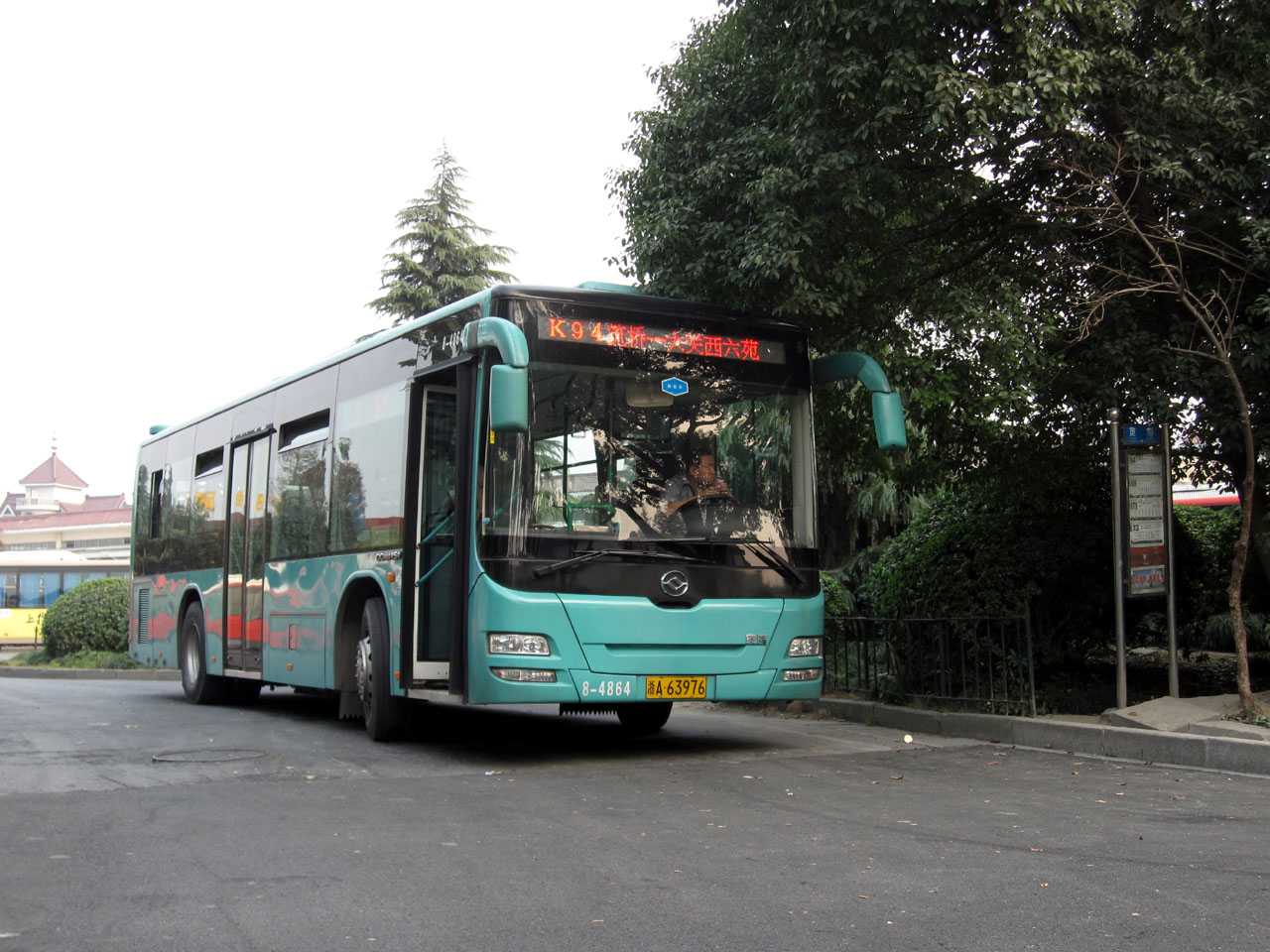
黄海DD6109S02公交车

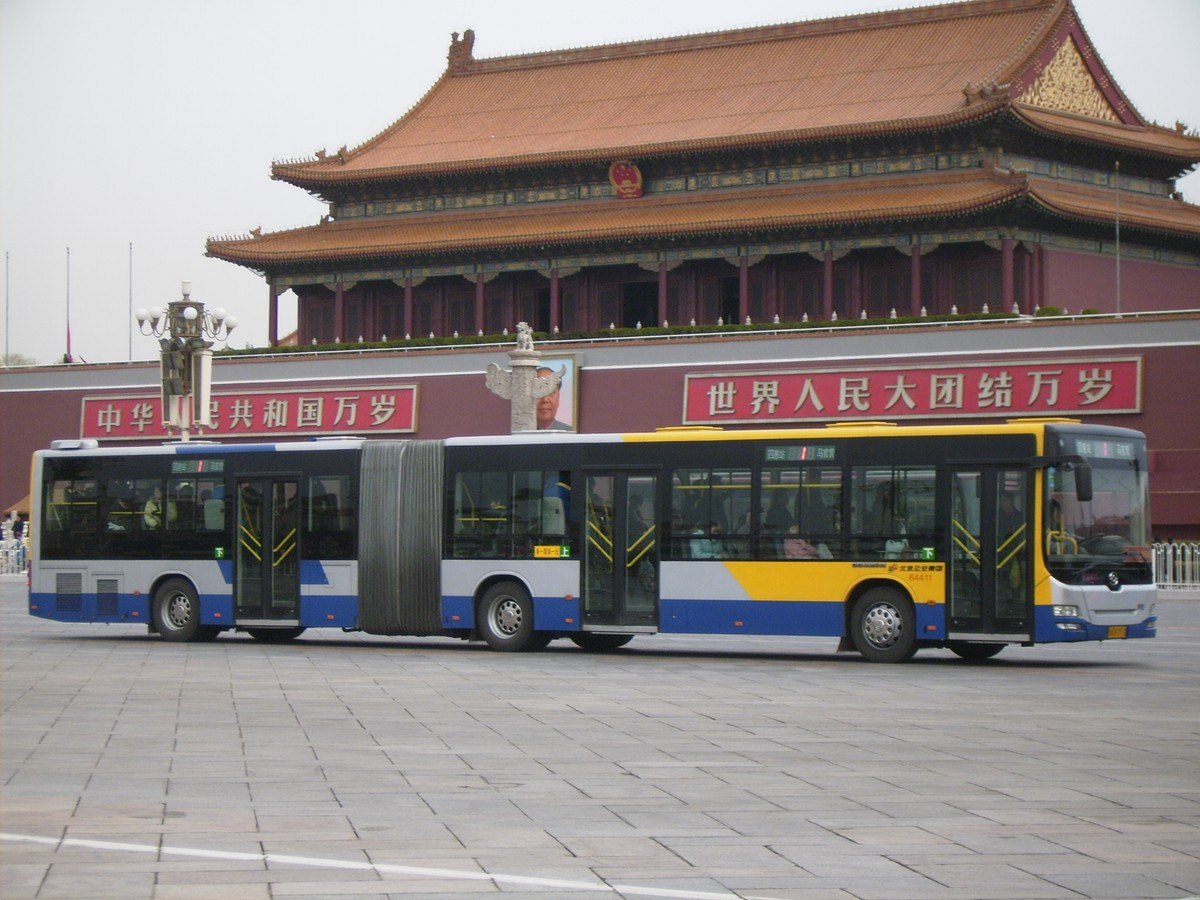
北京1路的黄海DD6181S02铰接公交车，长18米

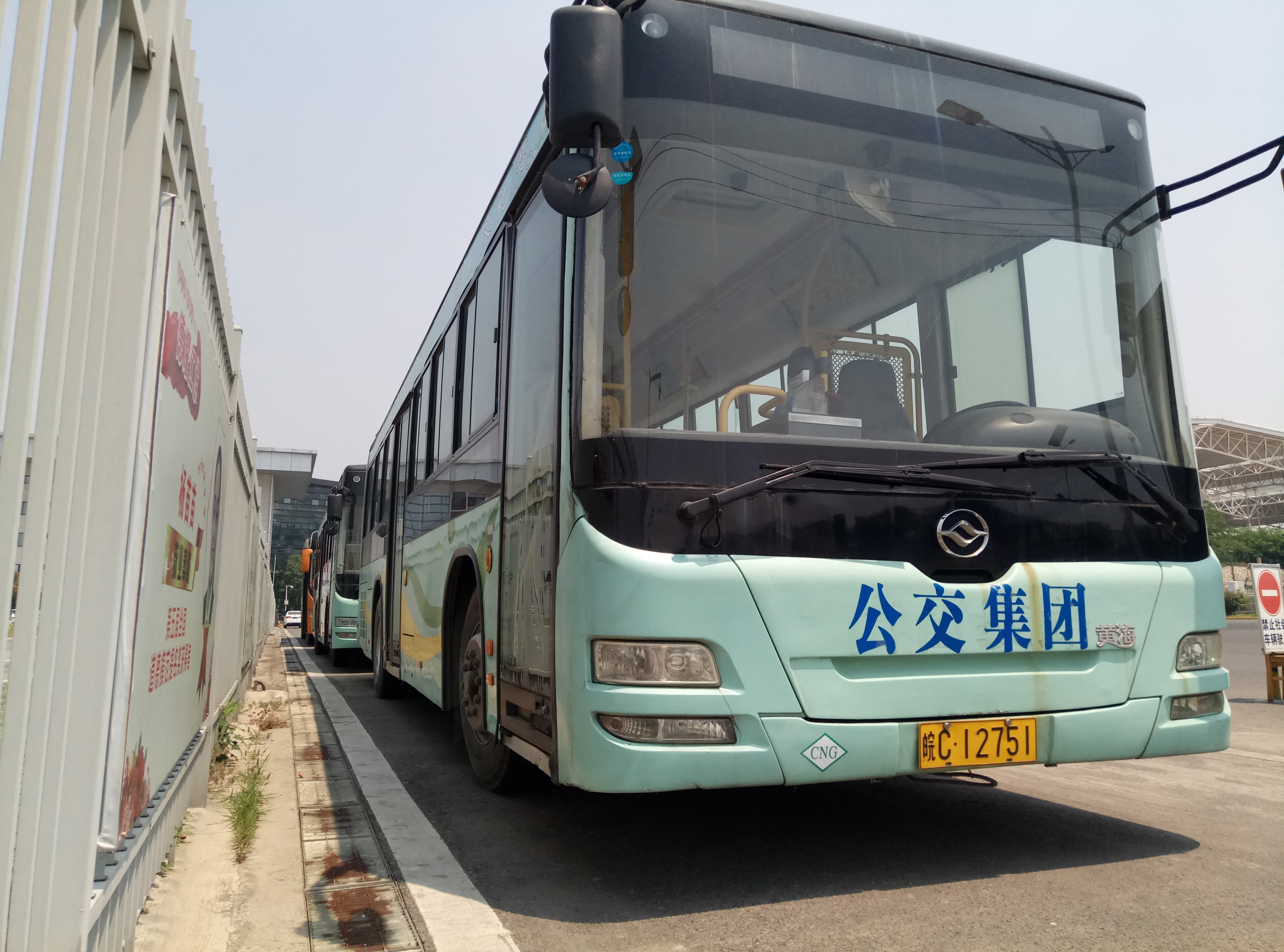
蚌埠公交集团黄海DD6109B22N天然气客车

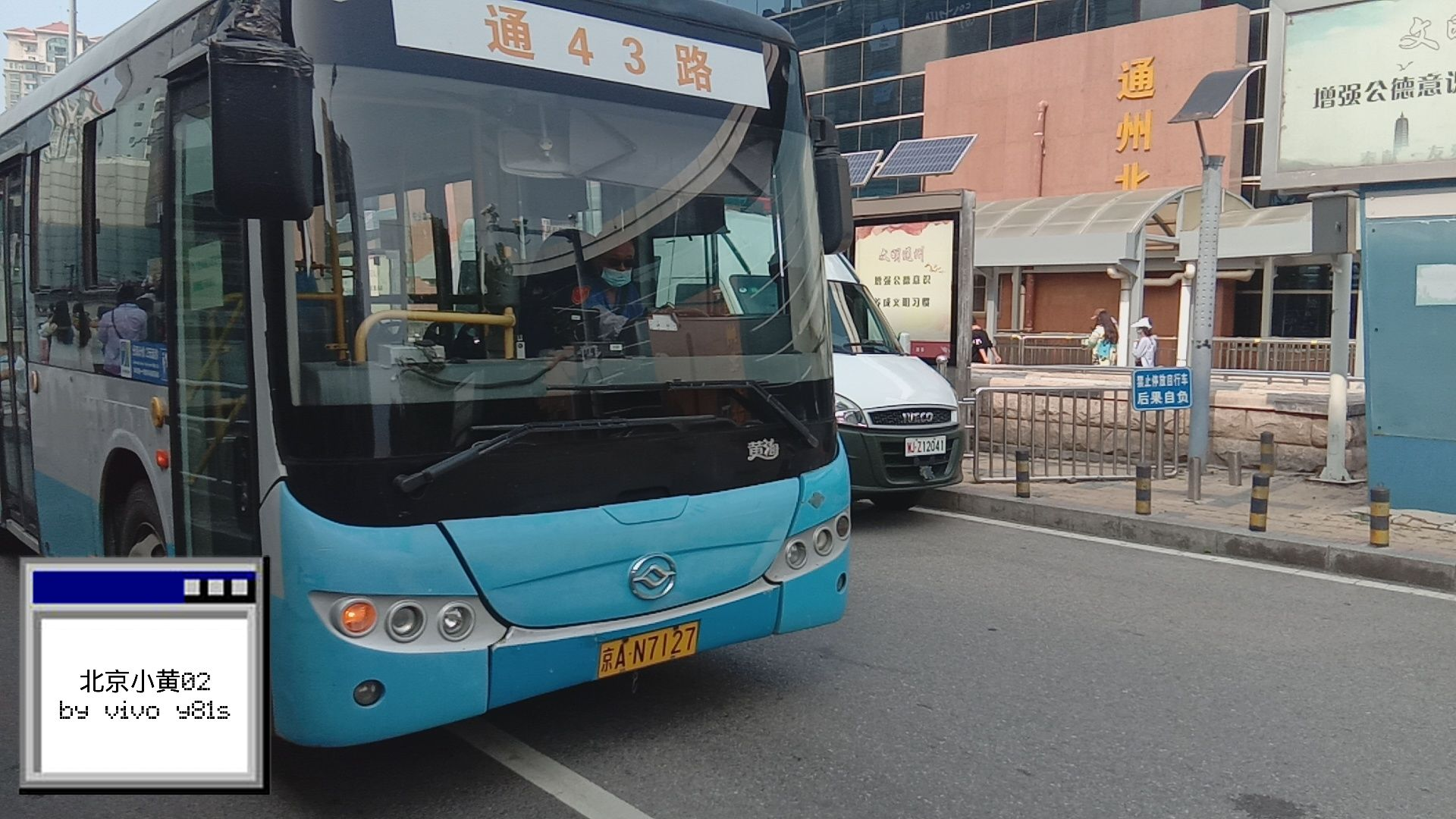
北京通州恒基客运黄海DD6851B02N型天然气客车

现时黄海客车的型号代码中，“K”、"C"表示公路/旅游客车，“B”、"S"表示城市公交客车。

### 早期型号
- DD680

丹东黄海推出的第一款客车，1981年5月试制成功，后与同时投产的DD650衍生为DD680G/DD650G，1990年按新国标型号命名为DD6111CT/DD6111CS:54
- DD682

1985年开发，中国大陆第一款后置发动机客车，后衍生为DD6112系列
- DD652

与DD682几乎同时开发，升位后车型编号为DD6112HQ
- DD683

基于三菱MP518技术开发，1988年投产，中国大陆第一款空气弹簧客车
- - DD683B

DD683改款，1988年获得中国汽车工业联合会举办的“全国乘用车展览会”综合奖第一名，并获得中国客车行业最高奖项“中华杯”；后衍生为DD6113HK和DD6114H2
- DD690

DD650/680G的铰接版本，升位后车型编号为DD6170
- DD6120HS

中国大陆第一款低底盤公車
- DD6121HS

与DD6120HS采用相同底盘的准低地板城市客车

### 后期型号
- DD6109Sxx

车身以MAN Lion's City为基础的10米级客车
- DD6118Sxx

车身以猛狮Lion's City为基础的11米级客车
- DD6129Sxx

车身以猛狮Lion's City为基础的12米级客车
- DD6127S01、DD6187S01

引进德国MAN技术生产的12米单机公交与18米铰接公交，目前应用于大连和常州BRT线路上
- DD6141Sxx

车身以猛狮Lion's City为基础的13.7米三轴单机客车
- DD6170S12/B12

由DD6170系衍生的17米级铰接客车，多用于通勤班车
- DD6181Sxx

车身以猛狮Lion's City为基础的18米级铰接客车